# Franse literatuur in de 20e eeuw (1945-1960)
Dit artikel geeft een overzicht van de evolutie van de Franse literatuur in de 20e eeuw (1945-1960).

## Ter herinnering: enkele data.
- 1945: Conferentie van Yalta / Hiroshima / Neurenberg
- 1946: nieuwe grondwet in Frankrijk ("4e republiek")
- 1947: Marshall-plan / Kominform
- 1948: moord op Gandhi / staat Israël
- 1949: NAVO / Chinese Volksrepubliek (Mao)
- 1950: Koreaanse Oorlog
- 1951: heksenjacht op communisten (Mc Carthy) in de Verenigde Staten
- 1953: dood van Stalin
- 1954: de Franse troepen worden door de Vietminh verslagen te Điện Biên Phủ / Algerijnse oorlog
- 1956: 20e congres van de Communistische Partij van de Sovjet-Unie / Chroesjtsjov begint de destalinisatie / opstand in Hongarije.
- 1957: Verdrag van Rome: Europese Economische Gemeenschap / eerste Spoetnik
- 1958: 5e Republiek in Frankrijk / Charles de Gaulle wordt president / Johannes XXIII paus
- 1960: Belgisch Congo wordt onafhankelijk

## Inleiding
De literatuur die voor massaconsumptie is bedoeld, verandert weinig. De zogezegd "moeilijke" literatuur wordt gekenmerkt door eclectisme (uit vroegere stromingen haalt men wat goed wordt bevonden, de rest laat men vallen), en niet zozeer door creativiteit. De "nouveau roman" en het "nouveau théâtre" maken wel schoon schip, maar ze worden maar gesmaakt binnen een beperkte intellectuele elite.

## Stromingen die verder duren.
Thema's en invloeden van het surrealisme zijn te vinden bij:
- Julien Gracq, Le rivage des Syrtes (51)
- André Pieyre de Mandiargues, La marge (67)
- Jacques Prévert, Paroles (gedichten) (45)
- Boris Vian, L'écume des jours (47)
- Henri Michaux, Nouvelles de l'étranger (52).

Extreemrechtse opinies worden na de oorlog niet meer geduld. Het publiek kiest voor auteurs van linkse signatuur en/of voor auteurs die in het Verzet actief waren: André Malraux, Roger Vailland, Vercors, Louis Aragon, Paul Éluard, Romain Gary, Antoine de Saint-Exupéry, enz.
In de schoot van het antikolonialisme ontstaat er een zwarte poëzie, waarin we zowel surrealistische als klassieke invloeden terugvinden. (Aimé Césaire, Leopold Sédar Senghor)
Een goed verhaal vertellen blijft het hoofddoel van de meeste auteurs. Met traditionele realistische technieken produceren ze teksten die vaak van superieure kwaliteit blijken.
- Jean Giono, Le hussard sur le toit (51)
- Marguerite Yourcenar, Mémoires d'Hadrien (51), L'oeuvre au noir (68)
- Hervé Bazin, Vipère au poing (48), Georges Simenon, La neige etait sale, Les anneaux de Bicetre.

De feministische roman maakt opgang. Hij behandelt de positie van de vrouw in een gehiërarchiseerde mannelijke maatschappij, de vrouw binnen het koppel, als moeder, als erotisch wezen.
- Françoise Mallet-Joris, Le rempart des béguines (51)
- Françoise Sagan, Bonjour Tristesse (54)
- Christiane Rochefort, Le repos du guerrier (58).

## Het existentialisme.
Het belang van deze stroming situeert zich in de filosofische inbreng, literair gesproken is het existentialisme erg traditioneel.
Een mens wordt afgerekend op zijn daden, niet op zijn ideeën. Men moet het bestaan zelf (l'existence) onderzoeken, de zin van het leven (l'essence) zoeken is tijdverlies. Het bestaan heeft geen diepere metafysische of godsdienstige betekenis: het is zinloos (absurde). De eenzame mens tracht de irrationele wereld te vatten, maar slaagt daar niet in. Wie toch te allen prijze een religieuze of metafysische grond beweert te zien is een lafaard, of te kwader trouw. Sartre noemt hen "salauds", smeerlappen. (Dat belette hem overigens niet om ook politieke
(marxistische) sympathieën te koesteren.)
Jean-Paul Sartre, La nausée (38)(roman), L'être et le néant (essay) (1943), Huis Clos 
(het toneelstuk met de beroemde oneliner "L'enfer, c'est les autres").
Simone de Beauvoir, Sartres levensgezellin, reflecteert over de vrouwelijke identiteit en vrijheid.
Simone de Beauvoir, Le deuxième sexe (essay) (49).
Albert Camus is een moderne humanist, die een existentialisme aanhangt dat minder extreem is dan dat van Sartre. In zijn eerste werken legt hij zich toe op een beschrijving van de zinloosheid van het leven.
Albert Camus, L'Etranger (roman), Le mythe de Sisyphe (essay), Caligula (toneel), Le malentendu (toneel).
Maar al snel ontdekt hij dat de menselijke solidariteit deze oorspronkelijke zinloosheid kan overstijgen: zelfs al is het leven zonder zin, toch heeft de mens als plicht de lijdenden te helpen.
Albert Camus, La Peste (roman), L'homme révolté (essay), Les Justes (toneel).

## Vormvernieuwing.

### Het "nouveau théâtre".
Het incoherente onderbewuste was door de surrealistische schrijvers aangeboord. De existentialisten hadden de schijnwerper gericht op de klaarblijkelijke zinloosheid van het bestaan. Ook in toneelstukken trokken de auteurs alles in twijfel wat ze volgens de traditie aan de toeschouwers voorschotelden.
In het traditionele toneel (romantisch, burgerlijk of realistisch) speelden de acteurs een welomschreven personage; er was een rechtlijnige inhoud en vaak een solide moraal. Het existentialistisch toneel vernieuwde al de inhoud, maar gebruikte nog de traditionele toneelvorm. Ook inhoudelijk was er overigens nog altijd een moraal, zij het de moraal van de zinloosheid.
Het "nouveau théâtre" exporeerde gans nieuwe vormen, en terzelfder tijd was expliciete of logische inhoud zo goed als afwezig is. De vormvernieuwing heeft als het ware een nieuwe inhoud gegenereerd.
Voorlopers van deze toneelvorm zijn: Alfred Jarry, Michel de Ghelderode, Antonin Artaud.
Rond ± 1950 zien we een aantal auteurs die, zonder een "school" te vormen, toch een aantal kenmerken gemeenschappelijk hebben: Eugène Ionesco, Samuel Beckett, Arthur Adamov, Jean Genet, Fernando Arrabal, René de Obaldia, Jean Tardieu, François Billetdoux, Jacques Audiberti.
Over welke kenmerken gaat het?
1. Er is geen duidelijke identificatie meer tussen acteur en personage. Het toneel toont onbeschaamd dat het toneel is.
2. De woorden hebben een instabiele betekenis gekregen, soms is de betekenis gewoon afwezig.
3. Gebaren worden even belangrijk als woorden. Het toneel is niet zozeer literatuur als pantomime. Deze magie van het gebaar knoopt opnieuw aan bij oude toneelvormen (middeleeuws toneel, Commedia dell'Arte) en heeft een erg suggestieve werking.
4. Voorwerpen worden minstens even belangrijk als personages (bijvoorbeeld in Les Chaises van Ionesco).
5. Er zijn geen "helden" meer. De personages verliezen hun individualiteit, en zijn vaak onderling verwisselbaar. Ze zijn niet meer realistisch, maar vaak de geprojecteerde dromen of fantasmen van hun auteur, die gebruik gaat maken van maskers en verkleedpartijen.
6. Er zit geen evolutie meer in de psychologie van de personages. Deze zijn immers hun persoonlijkheid kwijt, ze kunnen niet meer met elkaar in een "logisch" conflict komen, ze worden veel onvoorspelbaarder.
7. Het "nouveau théâtre" betekent het einde van het verhaal, het einde van de moraal. Gedaan met de mooie indelingen in expositie, krisis, ontwikkeling ... Dikwijls hebben de stukken een circulaire structuur, en herhalen de gebeurtenissen zich gewoon. Als er zich al een probleem stelt, wordt dat niet opgelost. (Voorbeelden: En attendant Godotvan Beckett, La Cantatrice chauve van Ionesco.
8. Er grijpt een vermenging plaats van tragische en komische elementen. Tragiek veronderstelt een held, maar die is er niet meer. Lach, parodie, satire, humor maken de leegte van het bestaan voor de personages draaglijk.
Eugène Ionesco, La Cantatrice chauve (50), La leçon (51), Les chaises (52), Amédée ou comment s'en débarasser? (54), Tueur sans gages (56), Rhinocéros (60), Le Roi se meurt (62), Jeux de massacre (70), Macbett (72), Ce formidable bordel! (73).
Samuel Beckett, Murphy (47), Molloy (51), Malone meurt (52), En attendant Godot (53), Fin de partie (57), Oh les beaux jours! (63).
Jean Genet, Notre-Dame des Fleurs (44), Querelle de Brest, Les Bonnes (47), Les Nègres.
Michel de Ghelderode, Escurial (30).

### De "nouveau roman".
Een aantal schrijvers reageren tegen het negentiende-eeuwse paradigma van de realistische en psychologische roman. In hun werken verdwijnen het traditionele personage en de "waarschijnlijke" intrige. Ook de psychologische analyse of de schildering van de sociale omgeving moeten eraan geloven. In plaats daarvan komt er een koele, objectieve beschrijving, van mensen en van voorwerpen.
Dat is zowat het enige gemeenschappelijke van een aantal auteurs die verder tot erg verschillende tendenzen behoren. De "nouveau roman" kan dus zeker geen "literaire school" genoemd worden.
Nathalie Sarraute, Tropismes (39), L'ère du soupçon (essay) (56)
Alain Robbe-Grillet, Les Gommes (53), Pour un nouveau roman (essay) (63)
Michel Butor, La modification (57)
Marguerite Duras, Moderato Cantabile (58), Hiroshima mon amour (scenario) (60)
Claude Simon, La route des Flandres (60)

## Massacultuur
De (lang)speelplaat wordt een populair medium.
France-Soir en Le Parisien zijn kranten voor een breed publiek.  Wie gestudeerd heeft leest Le Figaro of Le Monde.
Een sterke Amerikaanse invloed laat zich voelen in de roman- (politieromans, sciencefiction en in de filmproductie (superproducties), alsook in de muziek (rock). Toch blijft er daarnaast ook nog een erg herkenbare Franse cultuurproductie (chansons van Yves Montand en Georges Brassens, gedichten van Jacques Prévert, romans van de Belg Georges Simenon (over commissaris Maigret).
Het stripverhaal begint aan zijn opgang: Spirou (Robbedoes) (46); Gaston Lagaffe (Guust Flater) (57), Lucky Luke (46), Astérix (jaren 60).